# Novooleksiivka, Kameanka-Dniprovska
Novooleksiivka (în ucraineană Новоолексіївка) este un sat în comuna Velîka Znameanka din raionul Kameanka-Dniprovska, regiunea Zaporijjea, Ucraina.

## Demografie
Componența lingvistică a localității Novooleksiivka
     Ucraineană (67,9%)
     Rusă (32,1%)
Conform recensământului din 2001, majoritatea populației localității Novooleksiivka era vorbitoare de ucraineană (67,9%), existând în minoritate și vorbitori de rusă (32,1%).